# 発見
発見（はっけん）とは、まだ知られていなかった（あるいは自分が知らなかった）物や現象、あるいは説明のしかた（理論・法則）を見つけ出すこと。英語ではdiscoveryや、findingなどを用いる。物品を新たに作るのは発明である。

## 発見するということ
人間は発見するときに、「なぜ?」や「どうして?」などの一種のわくわく感が生まれるということが分かっている。トーマス・エジソンはそのわくわく感を子供のうちに養っていたので天才になれたのだという説もある。
何をもって発見とするかについては、その対象によってやや異なる。事物であれば、問題は比較的簡単で、それまで誰も見たことのなかったものを見つけることが発見である。たとえば冥王星の発見などはこれに当たる。それに対して、コロンブスによるアメリカ大陸発見となると、これはヨーロッパ文明にとってのそれを発見と称している。すでに先住民がおり、あるいは他系統の文明では知られていた場所であっても、ヨーロッパ文明がそれを見つけた時点をもって発見と称される。遺跡などもこの例が多く、これらは西欧文明の主観的な判断といってよい。ただし、あまりに古いものや、その地域でも忘れ去られていた遺跡に関してはこの限りではない。
生物における新種の発見の場合、また様相が異なる。ここでは発見は必ずしも偉業とは見なされない。たとえば江戸時代であれば、西洋諸国にとっては日本は未知の地域であり、そこに訪れて植物でも採集する機会が持てれば、その人物は必ず新種を多数発見することだろう。しかし、それが新種であることがわかったとしても、それだけでは新種とは認められない。それが既存のどの仲間に近く、あるいはどれだけ異なっているかがわからなければならない。これは分類学者の仕事であり、そのような研究に基づいた新種記載の論文によって新種が認められる。発見者はこれにかかわるとは限らず、その名が残らないことも多い。もっとも、発見者に献名される例も多いから、名が残る事例も多い。

## 発見の認証
科学上の発見は、一般にはそれを記述した論文の公開をもって成立する。優れた発見は発見者の業績であるから、時に先取権争いが発生する。もっとも、特に新しい発見の場合、それが他者によって追認されない限り認められない場合もある。

## 発見と再発見
発見が新しい物事を見つけ出すことであるのに対し、再発見は元から知られていた事柄の従来気付かなかった側面を改めて見出すということであり、違う意味である。
例外としては"単に同じものを改めて発見した"という例もある。代表的なのはメンデルの法則である。